# Georg Gehring (Politiker)
Georg Gehring (* 15. Mai 1887 in Winterhof, heute Kirchlauter; † 16. Januar 1953 in Schweinfurt) war ein deutscher Politiker der BVP und der CSU, Bürgermeister und Landtagsabgeordneter.

## Leben und Beruf
Gehring wuchs ab 1902 in Oberspiesheim auf, wo sein Vater ein landwirtschaftliches Anwesen erwarb, auf dem sein Sohn auch mitarbeitete. Nach dem Besuch der Landwirtschaftsschule im Kloster Bildhausen übernahm er 1910 den Betrieb seiner Eltern. Als Soldat nahm er am Ersten Weltkrieg teil. Später engagierte er sich in der Bezirks-, Kreis- und Landesbauernkammer sowie in leitender Funktion beim Christlichen Bauernverein Unterfranken. 1927 wurde er zum Präsidenten der Kreisbauernkammer Unterfranken berufen, außerdem gehörte er dem deutschen Landwirtschaftsrat an und war Ökonomierat. 1933 wurde er aus allen Ämtern entlassen und geriet in sogenannte „Schutzhaft“. 1936 flüchtete er längere Zeit vor der Gestapo. 1944 wurde er erneut für einige Monate in Haft genommen.
Nach Kriegsende wurde Gehring im Mai 1945 zum Leiter des Ernährungsamtes in Schweinfurt ernannt. Ferner war er Gründungsmitglied des Bayerischen Bauernverbandes und dort von 1945 bis 1952 Vorsitzender des Kreisverbandes Unterfranken sowie Bezirksobmann in Gerolzhofen. Er war Vorsitzender des Aufsichtsrats des genossenschaftlichen Überlandwerks in Lülsfeld, auch dem Aufsichtsrat des Butterwerks Gerolzhofen gehörte er an.

## Politik
1919 übernahm Gehring das Amt des Bürgermeisters von Oberspiesheim. Daneben gehörte er dem Bezirkstag in Gerolzhofen an. Von 1928 bis 1933 gehörte er dem Bayerischen Landtag als Abgeordneter an. 1946 wurde er in den beratenden Landesausschuss, das sogenannte Vorparlament berufen. Bei der Landtagswahl gelang ihm der Einzug in den ersten Bayerischen Landtag der Nachkriegszeit, dem er eine Wahlperiode lang bis 1950 angehörte. Darüber hinaus gehörte er auch dem Bezirksausschuss für Unterfranken an.